# Armbandmot
De armbandmot (Elegia similella) is een vlinder uit de familie snuitmotten (Pyralidae). De wetenschappelijke naam is voor het eerst geldig gepubliceerd in 1818 door Zincken.
De soort komt voor in Europa.